# Miriam Gauci
Miriam Gauci (n. 3 de abril de 1957) é uma soprano maltesa, particularmente associada com papéis líricos da ópera italiana. 

## Biografia
Iniciou os seus estudos vocais em Malta, e depois continuou a estudar em Milão. Após ser premiada internacionalmente, em 1984 fez a sua estreia profissional em Bolonha, em La Voix humaine de Francis Poulenc. 
A sua voz bem trabalhada, de volume moderado e de qualidade, ajustou-se bem ao repertório italiano lírico e foi rapidamente solicitada em toda a Europa. Estreou no La Scala em 1985, no papel de Prosperina na primeira versão moderna de Orfeo de Rossi. Na temporada seguinte voltou com Die Frau ohne Schatten e La sonnambula. Também cantou em Hamburgo, Genebra, e no Festival de Wexford, interpretando  Marguerite e Elena em Mefistofele de Arrigo Boito, na Ópera estatal de Viena. Entre as interpretações está ainda uma  Anna Bolena e uma Luisa Miller. 
Nos Estados Unidos cantou em 1987, na Ópera de Santa Fe como Cio-Cio-San em Madama Butterfly, e como Mimi em La Bohème em Los Angeles, junto com Plácido Domingo. 

## Interpretações
Fez numerosas gravações, principalmente em I Pagliacci, Manon Lescaut, Madama Butterfly, Simon Boccanegra, Otello, La bohème, Tosca, Suor Angelica, Gianni Schicchi, e em recitais de árias de óperas italianas.
A sua interpretação da ária de La Wally de Catalani foi usada na banda sonora do filme A Single Man de 2009.